# Ross Chisholm
Ross Stephen Chisholm (* 14. Januar 1988 in Irvine, North Ayrshire, Schottland) ist ein schottischer Fußballspieler.
In der Saison 2006/07 gehörte er dem U19-Kader von Hibernian Edinburgh an, wurde aber im Winter von Trainer John Collins für ein Trainingslager in Marbella in die erste Mannschaft berufen. In derselben Saison gab Chisholm sein Debüt in der Scottish Premier League. Insgesamt spielte er 43 Mal in der ersten schottischen Liga für die Hibernians. Im Sommer 2009 wechselte er zu den Shamrock Rovers nach Irland. Nach Ende der Saison 2009 verließ er den Klub wieder und schloss sich dem FC Darlington in der englischen League Two an. Am Ende der Spielzeit 2009/10 stieg er mit seiner Mannschaft ab. Im Sommer 2010 wechselte er zum FC Arbroath in die schottische Third Division. Mit seinem Team endete die Saison 2010/11 mit dem Aufstieg. Anschließend verpflichtete ihn Zweitligist FC Dundee. Am Ende der Spielzeit 2011/12 stieg er mit seiner Mannschaft auf, kam aber im letzten Saisondrittel nicht mehr zum Einsatz. Chisholm heuerte beim FK Shumen 2010 in Bulgarien an, kehrte aber schon Anfang 2013 nach Schottland zurück und spielte fortan erneut für den FC Arbroath. Nach dem Abstieg 2014 wechselte er zu Hurlford United in die West Region Premiership.